# Chalciope orestonion
Chalciope orestonion är en fjärilsart som beskrevs av Pieter Cornelius Tobias Snellen 1902. Chalciope orestonion ingår i släktet Chalciope och familjen nattflyn. Inga underarter finns listade i Catalogue of Life.